# 鶯歌石 (新北市)
鶯歌石，又名鷹哥石、鷹歌石、鸚哥石，是位於臺灣新北市鶯歌區北鶯里北面山脈斜坡的巨石，有與鄭成功相關的鷹哥與鳶妖傳說，也是該區地名由來，列新北市文化資產文化景觀。

## 成因
鶯歌石是位在鶯歌區中正路與成功路山麓上一塊高約10公尺砂岩，因風化侵蝕而露頭，顯現出南港層砂岩。重量估計100多公噸。對於此石的成因，說法是因台北盆地相對陷落，讓鶯歌石被擠壓而出。鶯歌石所在為順向坡，可能會在發生強震時崩塌。周邊土地嚴重沖刷，地表石塊暴露。
鶯歌石洞內與附近大漢溪土地，都曾發現貝塚遺跡。

## 意像

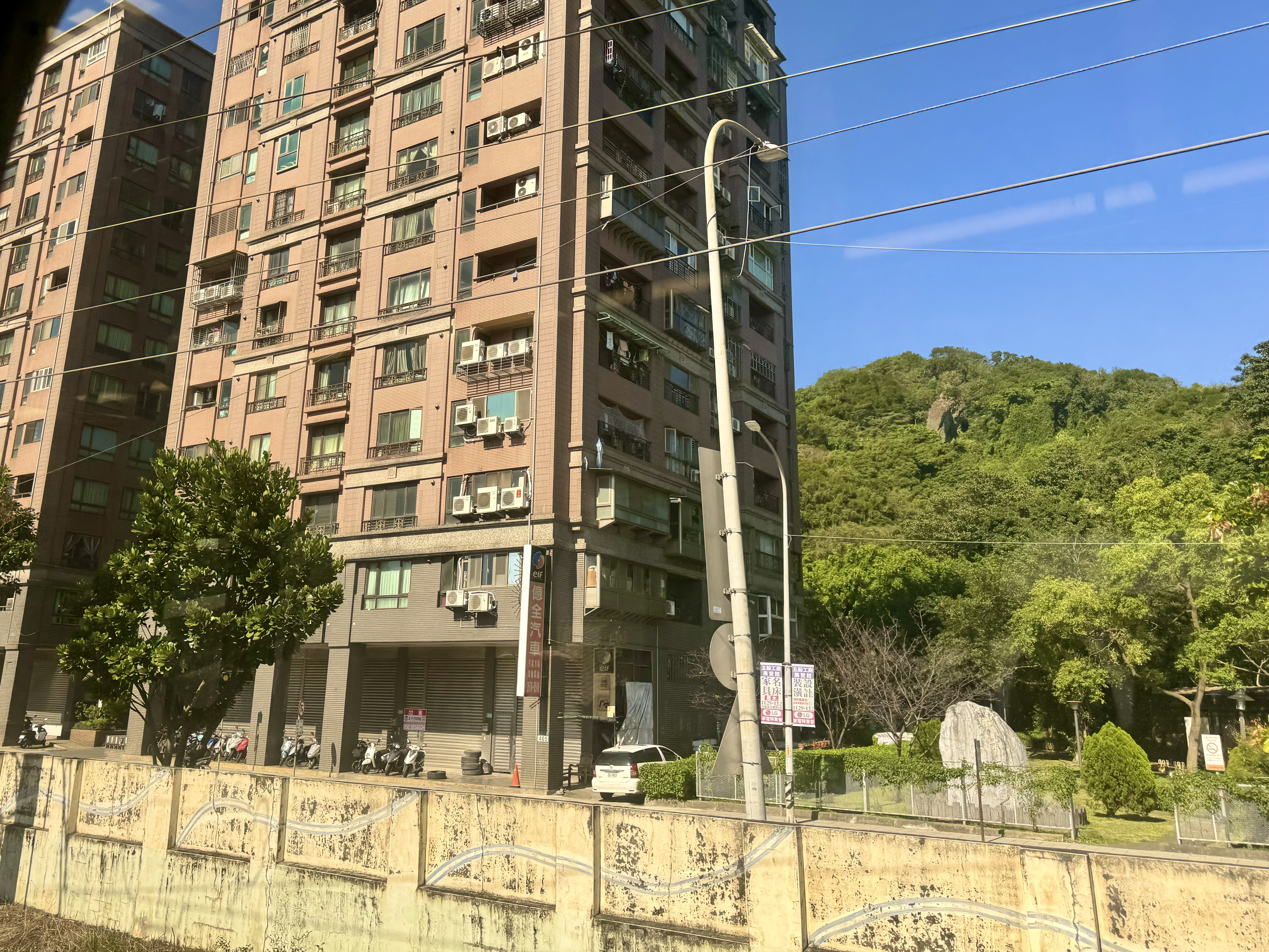
南下臺鐵列車望鶯歌石

鶯歌石的左上方與下方皆凸起，分別貌似鳥類倒勾的尖嘴、肉垂。從山下往西望向此巨石，就像一隻向南而立、歛翼的鸚鵡。曾代理鶯歌鎮長的毛嘉奇表示，鶯歌石古稱「鷹哥石」，後因「哥」為無意義的語助詞，故又將哥改為歌，成為鶯歌地名由來。鶯歌車站在1902年8月25日於今中正一路鶯歌分駐所對面啟用時，就名取作「鷹歌石驛」，直到到1920年總督府鐵道部應地方人士請求才易為「鶯歌石驛」。1927年，鶯歌庄長黃純青在鶯歌石岩洞放置寫著「鸚哥石」的石碑。
鶯歌鎮徽曾是一個有鶯歌鳥的綠底瓷瓶，以象徵鶯歌的陶瓷工業、及鶯歌地名由來的鶯歌石。在許元和任鎮長時，曾計畫在三鶯大橋石墩擺放一整排的鸚哥陶塑作為迎賓。鎮公所也在地標公園依原比例複製鶯歌石作地標。

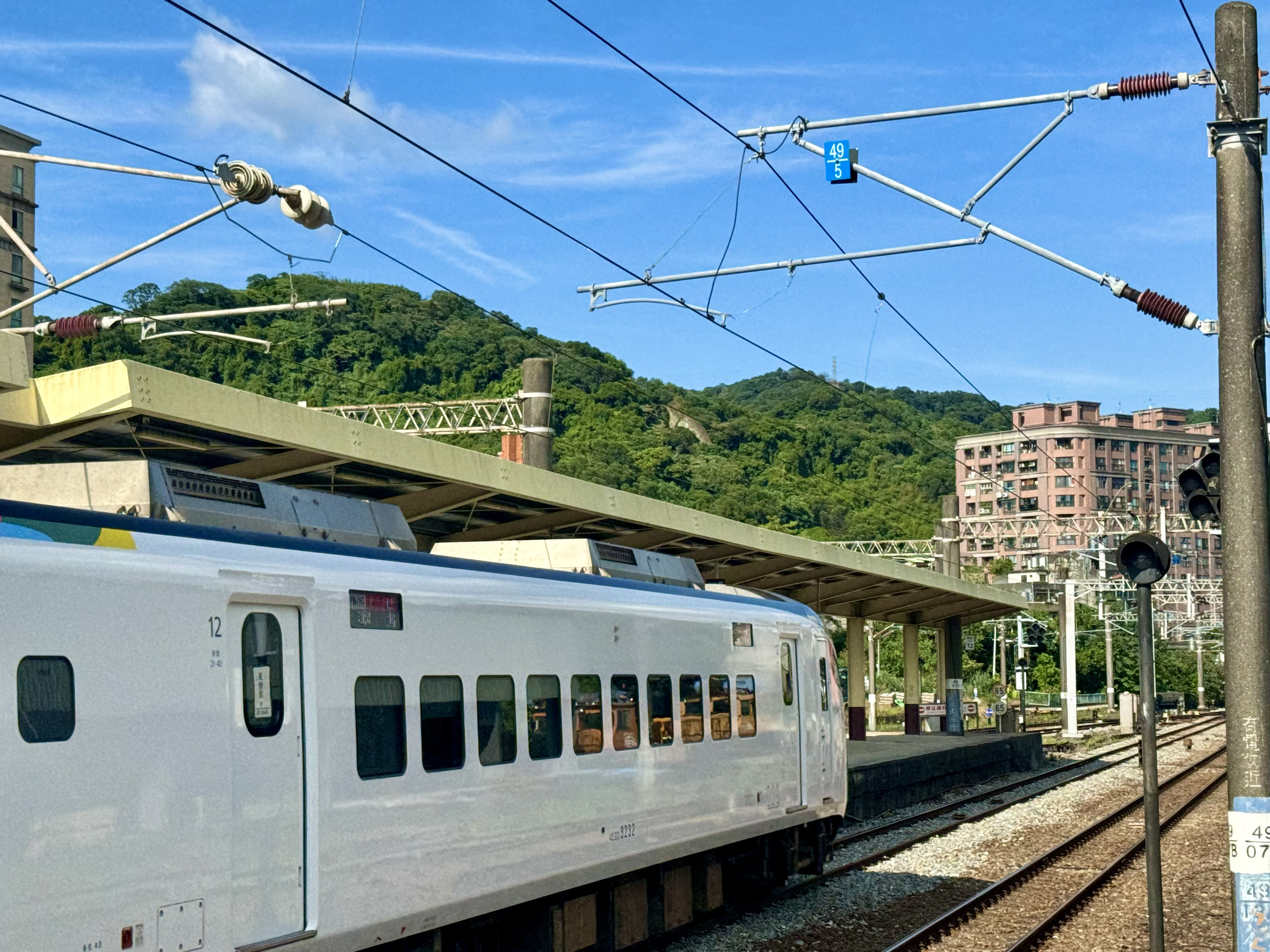
鶯歌車站月台的EMU3000列車與鶯歌石

據鶯歌石地主許姓家族回憶，20世紀初從鶯歌車站望過去，鶯歌石最相像鸚哥，但隨著風化侵蝕、頂部草木枯死乾裂，與過去相似的情況不能同日而語。對搭乘臺鐵北上的旅客而言，鶯歌石代表了進入北縣的入口意象。許元和認為，從鶯歌車站10號月台遠眺，最能欣賞鶯歌石之美。2003年1月25日，鶯歌車站跨站月台啟用，加裝鶯歌石觀景窗。

## 登山
鶯歌石下方的孫龍步道是由採煤礦的輕便車道改成。步道沿途串聯宏德宮、鶯歌石、碧龍宮全程有1.5公里。從中正一路的山河戀社區進入最近，僅距離約350公尺，但坡度約30度、共283階，不如從宏德宮出發坡度平緩的500多公尺水泥步道輕鬆。

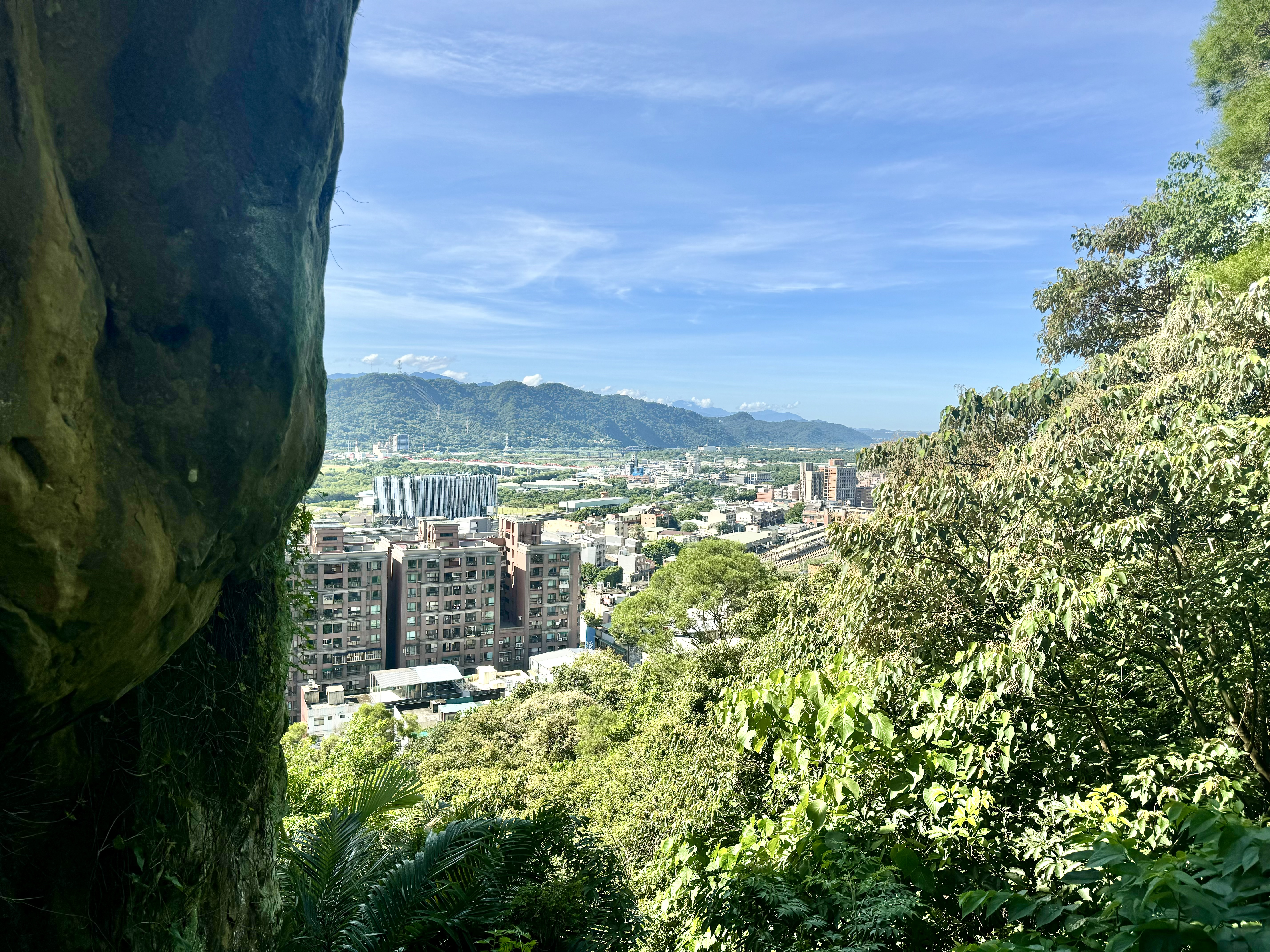
鶯歌石觀景台望大漢溪流域

鶯歌石觀景台可盡覽大漢溪流域、正前方的鳶山、三鶯之心藝術特區、鶯歌陶瓷博物館及鶯歌街景。許元和回憶，此處林木茂盛、青山翠谷，早年就是情侶談情說愛的場地。甚至有情侶在夜爬時，會忍不住在鶯歌石旁的涼亭作起性愛。

## 傳說

### 妖鳥吐霧

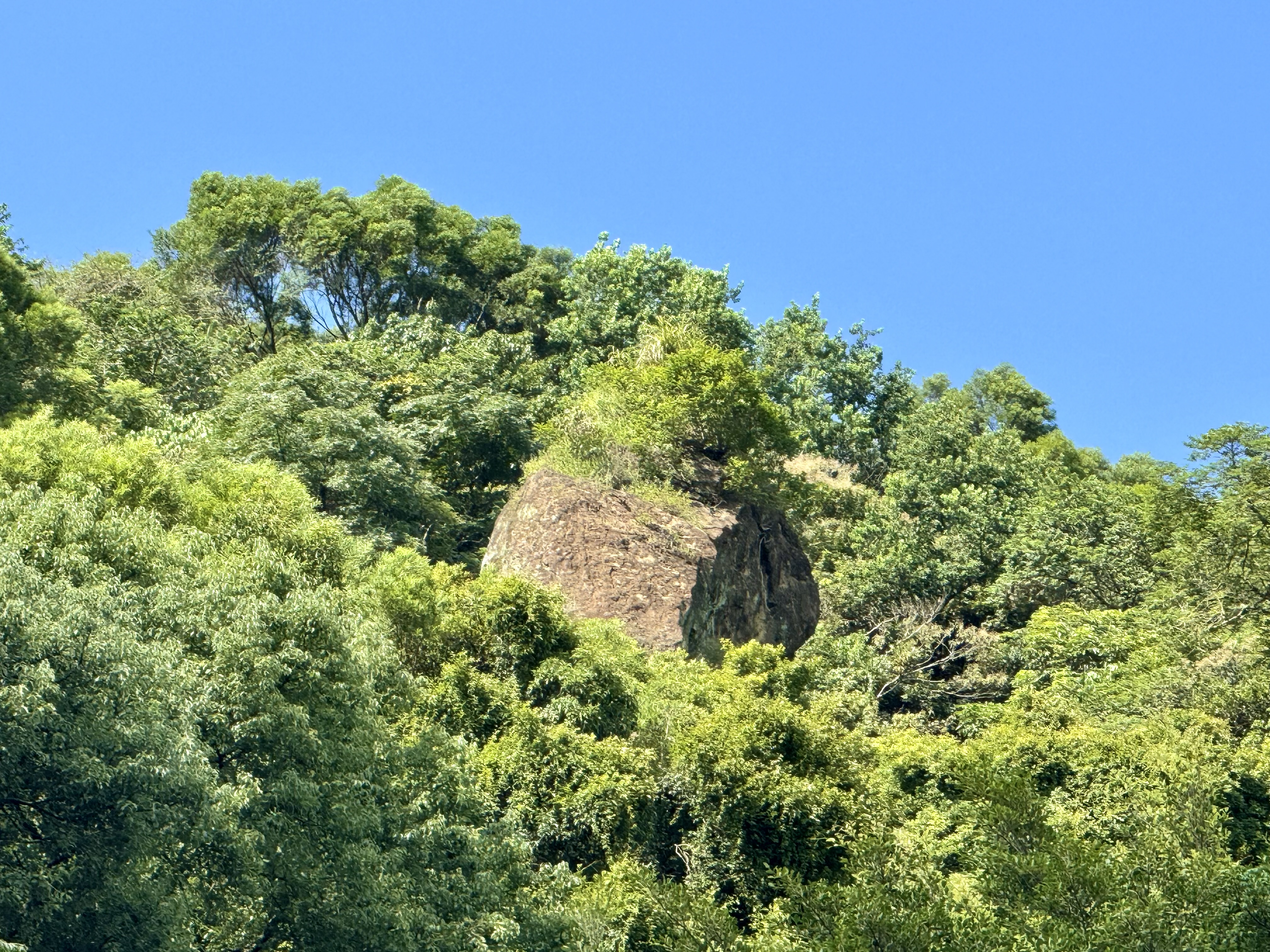
鶯歌石近照

每年農曆年後到清明節的鶯歌石附近常有山林火災，往往會燒掉鶯歌石頂上貌似鳥冠的植物，直到夏天因雨水才會長回植物。依許元和觀察，年初這段期間，鶯歌石會像是斷頭的鳥。
同治十年（1871年）出版的《淡水廳志》紀錄鶯歌石之所以斷頭，是弄出迷霧讓鄭成功軍隊受困，而被鄭軍弄斷頸部。鶯歌又相傳鄭成功軍隊駐紮在鶯歌西南方時，士卒將草鞋上的泥土清出，而成為鶯歌地區尖山埔。原先鶯歌區二橋地區的高職街是要命名「國姓街」，以附會鄭成功炮轟鶯歌石的傳說。過去屬於鶯歌庄的樹林區有民間故事說，鄭成功在今為樹林區太平橋開炮，此後「太平」，便以名紀念。
《桃園廳誌》對鶯歌石記錄「若觸此石，災殃忽臻，六畜斃而瘟疫流行，地方感其祟，至今人民相戒，無敢近者」。地方傳說觀音菩薩曾在一塊像是觀音的石頭顯靈，降服鳥妖，後來石頭就奉在鶯歌妙善宮。據曾對鶯歌石等有研究的鶯歌退休教師陳格物指出，父親等長輩曾談及鶯歌石成妖，與三峽區鳶山的鳶妖常一起吐出瘴氣。對此，林衡道解釋，鄭成功只活動臺南一帶，此傳說其實是福建、廣東傳來的巨石變精傳說，並舉福州烏石山兩塊傳說會吃人的石頭為例。由於神話附會，鶯歌石岩洞也被信徒放入神像。
鶯歌石土地原屬於龜崙族所有。對此傳說，原住民說是祖先曾躲在鶯歌石攻擊漢人，但不敵大砲等武器而逃離家園，而被漢人誤會是鳥妖作怪。後來鶯歌石的周圍土地，就由原住在鶯歌二橋地區的許姓望族所居住，今為屬於中山段56、56-1地號。
蘇有仁任議員時，1993年爭取到一筆新台幣50萬元經費以替鶯歌石加裝鳥頭，後不了了之。《中國時報》1996年10月19日到29日舉辦有獎調查中，1168張回函有7成6認爲鶯歌石的鳥頭還在。
在陳定國講述台灣民俗故事的漫畫，變為鄭成功以紅夷大炮打中巨鳥，就化為巨石。台北歌劇劇場藝術總監曾道雄在高中時開始構想改編此傳說，變成是一隻鳳頭蒼鷹所化身的少女，在2024年9月28日以《台灣奇岩物語》之名在國家戲劇院上演。

### 日軍寶藏

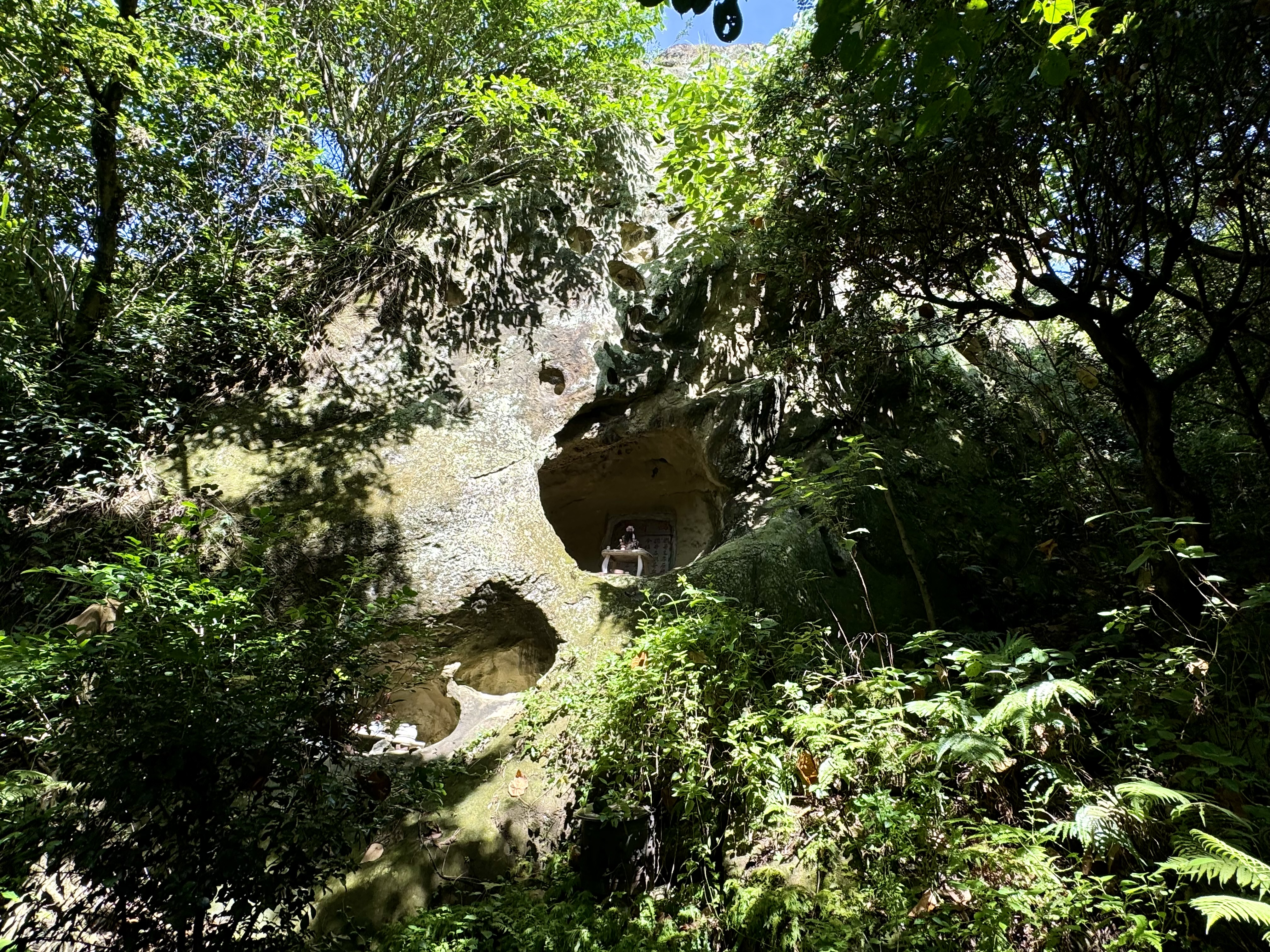
岩洞與鸚哥石碑

因鶯歌人在二甲九抗日，日軍就曾在尖山作為軍事基地。地方繪聲繪影指稱鶯歌石鳥身部位的岩洞，可連接到鶯歌中湖地區的日軍基地。1989年，鎮長詹清火在與朋友閒聊時談到相傳岩洞有山下寶藏，不久岩洞被深挖、鸚哥石碑遭破壞。至許元和任鎮長時，他在往鶯歌石的登山步道轉角處設置鸚哥石碑的解說牌。

## 維護

### 視野管制

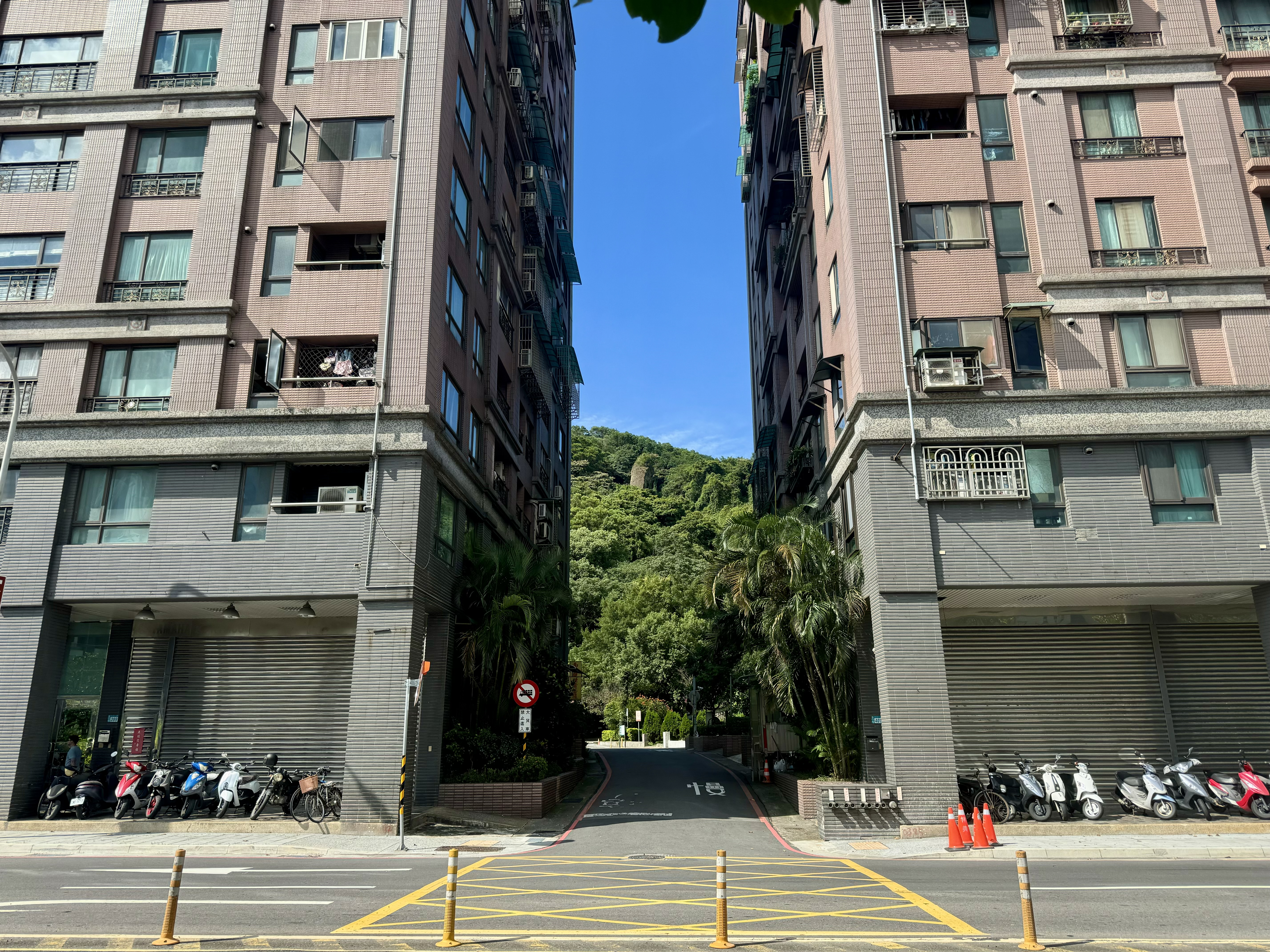
市道114號山河戀社區巷道與鶯歌石

在三鶯線提出後，鶯歌車站附近房價上漲。鶯歌文史工作者鄭其維表示，鶯歌過去在2000年前各地都清楚望見鶯歌石，自車站後站興建大量高樓住宅後，只剩鶯歌車站月台視野較佳，建國路尾端、文化路站前廣場則須從大樓縫隙中窺探。2005年，擁有鶯歌石土地的許家為選舉投入資金，將鶯歌石下方的土地賣與建商興建地下2層、地上13層高的集中式住宅大樓，因此就遮住平地望向鶯歌石的視野。山河戀社區建商特地開出一條能望到鶯歌石的巷道，稱風水可包生兒子。
2006年10月12日，台北縣都市計畫委員會決議對鶯歌石周邊的建築物作高度管制：中正路以南到路的鐵路編號1到3分區，建築物高度原則上不得超過10.5公尺；中正路以北到鐵路編號4、5分區，建築物高度原則上不得超過21公尺。此為《文化資產保存法》修訂後，中華民國政府首次對文化資產景觀周邊進行高度管制。

### 裂縫補修

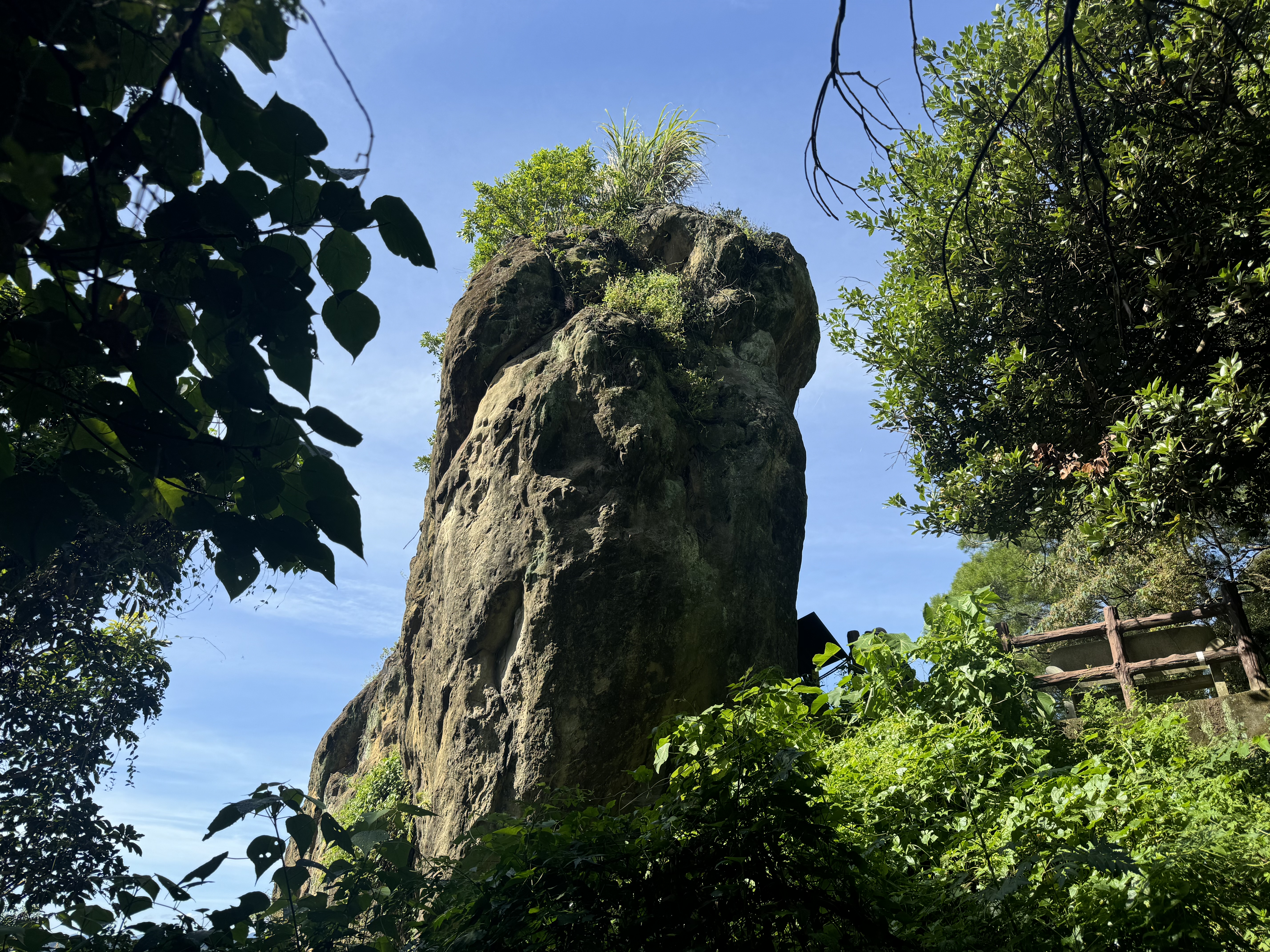
鶯歌石頂端植物、裂縫

鶯歌石巨石頂端曾長出青剛櫟，導致因劈楔作用使裂縫增大。2003年2月25日，鶯歌鎮長蘇有仁、縣府建設局觀光課長陳昌義會勘鶯歌石，發現靠近頭部及頸部有裂痕，但無立即性的危險。26日，對縣府人員查勘要求補，地主之一許元國表示無奈，建議政府把土地買下。5月29日，地主之一的許建蘭祭祀公業管理人許元智答應縣府及公所修補裂痕。但縣府僅撥下新台幣200萬元作修補，根本不足鎮公所所提出的700萬，3度發包修復全告流標。
自鶯歌鎮長詹清火在三鶯橋頭橫死後，此後的鶯歌鎮長從許元和、蘇有仁、徐翊棠就官司不斷。地方相傳是因鶯歌石裂縫影響了當地政壇風水。2006年1月12日，鎮公所結構、大地專業技師劉賢淋、夏逸平、賴世屏，與鎮公所人員會勘後，發現鶯頸與鶯身都有10公分不等裂縫，決定以新台幣418萬元維補強。
2008年4月時，臺灣大學地質系主任陳宏宇發現頭部已出現裂面，崩裂成寬5公尺、高18公分的孤石。2011年，市府為整修裂痕，以公告地價加4成向許家買下鶯歌石土地。在新北市政府文化局以新台幣2.42億餘元買下鶯歌石周邊約5萬3000多平方公尺土地後，就遭土地承租戶提出優先承購權官司，導致120多坪土地遭判買賣不成立。2016年11月8日，市議員蘇有仁質詢時，批評市府浪費土地徵收費、景觀公園費用。